# Hidrogenossulfeto
O íon bissulfeto, também conhecido como hidrogenossulfeto e hidrossulfeto, é um ânion de fórmula [HS]− (escrito ainda [SH]− por analogia ao [OH]−).  Esta espécie é a base conjugada do sulfeto de hidrogênio e por sua vez se dissocia em sulfeto:
H2S → HS− + H+
HS− →  S2− + H+
Em soluções aquosas ácidas (pH menor que 7), sulfeto de hidrogênio (H2S) é a espécie dominante mas em soluções básicas (pH maior que 7), o bissulfeto domina. O sulfeto (S2−) é um grupo extremamente básico e predomina somente em condições fortemente alcalinas (elevado pH). 
Uma grande variedade de sais é conhecida, incluindo hidrossulfeto de sódio e hidrossulfeto de potássio. Hidrossulfeto de amônio, um componente de "stink bombs", ainda não foi isolado como sólido puro. Alguns compostos descritos como sais do diânion sulfeto contêm primariamente hidrossulfeto. Por exemplo, a forma hidratada do sulfeto de sódio, nominalmente com a fórmula Na2S · 9 H2O, é melhor descrito como NaSH · NaOH · 8 H2O.
Bissulfeto aquoso absorve luz a cerca de 230 nm no espectro UV/VIS. Grupos de pesquisa têm usado espectrômetros de campo para medir a absorção devida ao bissulfeto (e assim sua concentração) continuamente no oceano e no esgoto. 
Bissulfeto é confundido às vezes com o diânion dissulfeto, S22−, ou −S–S−.

## Química de coordenação
SH− é um ligante aniônico mole que forma complexos com boa parte dos íons de metais. Exemplos incluem [Au(SH)2]− e (C5H5)2Ti(SH)2, derivados do cloreto de ouro (I) e dicloreto de titanoceno, respectivamente.